# 구리지
구리지(金仇梨知, ?~?)는 신라의 귀족으로 사다함의 아버지이다. 성은 김이다.

## 생애
구리지는 사다함의 아버지로 급찬(級飡)의 직위에 있었다는 것 외에 다른 기록은 전하지 않는다. 한편 학계에서 위서 논란이 있는 《화랑세기》에 따르면, 구리지는 비량공(比梁公)과 벽화부인이 사통하여 낳은 자식으로, 사통한 장소가 궁궐의 화장실이었기 때문에 구리지라고 이름지었다고 한다. 궁중에서 자란 구리지는 금진낭주와 사통하여 토함(免含), 사다함, 새달을 낳았다. 설성(薛成)은 구리지의 용양신(龍陽臣)이라고 한다.

## 가계
- 아버지 : 비량공(比梁公)
- 어머니 : 벽화부인(碧花夫人, 484~ ?) 
  - 아내 : 금진낭주(金珍娘主)
    - 아들 : 토함공(免含公)
    - 아들 : 사다함(斯多含, 547?~564?,재위:562~564)
    - 딸 : 새달(塞達)